# Catharinakathedraal (Kingisepp)
De Catharinakathedraal (Russisch: Екатерининский собор) in de stad Kingisepp aan de rivier Loega is een Russisch-orthodoxe kerk in het westelijke deel van de oblast Leningrad in de Russische Federatie. De kathedraal is opgetrokken in de stijl van de laat-barok.

## Bouw
De architect van de tussen 1764 en 1782 tijdens de regering van Catharina de Grote gebouwde kerk was de sinds 1755 in Sint-Petersburg werkzame Antonio Rinaldi, dezelfde architect die ook het Marmerpaleis in Sint-Petersburg heeft gebouwd. De wijding van de kerk vond plaats op 6 april 1783. De 45 meter hoge kathedraal is een centraalbouw in de vorm van een Grieks kruis. De kerk heeft vijf koepels waaronder de hoofdkoepel met een hoog oprijzende tamboer van 10 meter hoog en een doorsnee van 9 meter. De kerk heeft een drie verdiepingen tellende klokkentoren met Korinthische pilasters in het westen.

## Sovjetperiode
De kerk werd in 1934 voor de eredienst gesloten en in gebruik genomen als opslagplaats voor het leger. In de Tweede Wereldoorlog werd de kerk door beschieting en bombardementen gedeeltelijk verwoest. Sinds 1960 valt de kerk als erfgoed onder monumentenzorg. Van 1967 tot 1980 werd de kerk gerestaureerd. Tot 1990 diende de kerk als onderkomen voor het Geschiedenismuseum "Oud-Jamburg".

## Heropening
De kerk keerde in 1991 terug naar de Russisch-orthodoxe Kerk.